# カッテージチーズ
カッテージチーズ(英: cottage cheese)は脱脂乳(skim milk脂肪0~0.5%)を原料に乳酸発酵しレンネットで凝固したフレッシュチーズである。(脂肪を除去していない)牛乳が原料のチーズと比較し低脂肪で約100kcal/100gと低カロリーかつ高タンパク。世界最古のチーズの一つであり、さわやかな酸味と軽いチーズ風味、白く脆いクリーミーで半流動的な外観を持つ。ヨーグルトやマヨネーズと同じ様に使える。コッテージ、コテージ、カテージとも言う。
しばしばカッテージチーズの紹介と同時に酢やレモン汁と牛乳(脂肪約3.8%)で製品と同じものが作れると紹介されるが、これは他の種類のチーズの製法であり、約300kcal/100gで脂質と糖質が約20gで栄養素が異なり1日の摂取目安は少量で、非常に腐敗しやすく日もちしないので作ったその日のうちに消費する物である。

## 概要
生乳から乳脂肪分を取りのぞいた脱脂乳を原料に作られるチーズ。脂肪分を除去しても、たんぱく質やカルシウムなどの栄養成分はそのまま残されているため、ヘルシー志向の料理の材料や、ダイエット中のカロリーコントロールとしても注目されている。
もともと自然に酸敗した乳からつくられたといわれており、世界最古のチーズの一つ。

## 歴史

### 起源

肥沃な三日月地帯と呼ばれる地域

チーズの起源に関する人気のある物語は、叙事詩人ホメーロスのオデュッセイアから引用されており、キュクロープス・ポリュペーモスが動物の胃にミルクを保存してチーズを作った方法を説明している。胃からの酵素が凝乳をミルクから分離する凝固プロセスを誘発したと想定される。.
チーズは諸説あるが紀元前5000年頃に中東の肥沃な三日月地帯で生まれたと考えられている。チーズの証拠は紀元前3000年にさかのぼる古代メソポタミアの神殿の壁にある彫刻の帯に見られる。古代の彫刻は、文明がチーズのような物質を作り、塩と牛乳を使って、今日のカッテージチーズにいくぶん似ていると信じられている塩辛い酸っぱいカードの混合物を作る過程を示している。ローマが帝国を拡大するにつれて彼らはチーズの知識を広めチーズの多くの新しい形を発見した。

### 普及
19世紀後半のミネソタ州では、ミルクが酸っぱくなったときに、悪いミルクを無駄にしないために、農家は「オランダのチーズ」と呼ばれるものを作ることがあった。これは、現代の工業用カッテージチーズに似ていると言われている。20世紀初頭、ブリティッシュコロンビア州北東部の農家は、現代の工業用カッテージチーズに似ていると言われる「ホームステッドチーズ」と呼ばれるものを作った（当時は「オランダチーズ」も存在していたが、これは別のものだった）。カッテージチーズという用語は、19世紀半ばにアメリカでこのような単純な自家製チーズに最初に使用され始めた。
1868年に最初のアメリカンチーズ工場がオープンし、アメリカでチーズの卸売業が始まった。一般に、米国での工業用チーズの人気は、19世紀の終わりに大幅に増加した。世紀の変わり目までに、チーズの農場生産は重要になった。

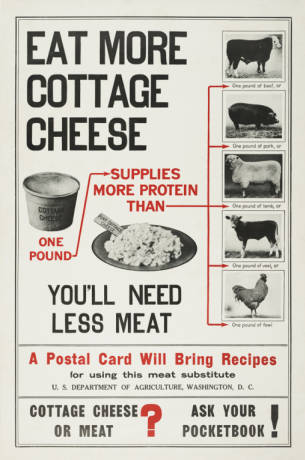
肉製品の代わりにカッテージチーズを消費することを米国市民に奨励する第一次世界大戦のポスター

カッテージチーズは、第一次世界大戦中、歩兵用の肉を節約するために、他の乳製品とともにアメリカで広く宣伝された。このプロモーションは、1ポンドのカッテージチーズに1ポンドの子羊、豚肉、牛肉、鶏肉よりも多くのタンパク質が含まれていると主張するものを含め、多くの戦争ポスターに示された。
第一次世界大戦後、カッテージチーズはすぐに人気を博した。1919年に3千万ポンド（14,000トン）のカッテージチーズが生産された（1920年の一般的なチーズの4億1800万ポンド（19万トン）のうち）が、1928年までに87,000,000ポンド（39,000トン）が生産された。消費は、ダイエットが普及した1970年代に米国でピークに達し、年間約13億ドルが販売されたが、1980年代にはヨーグルトの人気が高まり、2000年代には売上が大幅に減少した。
2016年、ウォールストリートジャーナルの記事は、高タンパク低糖質であるため、ギリシャヨーグルトの人気に続いてカッテージチーズが流行る可能性があると理論付けた。

## 製法

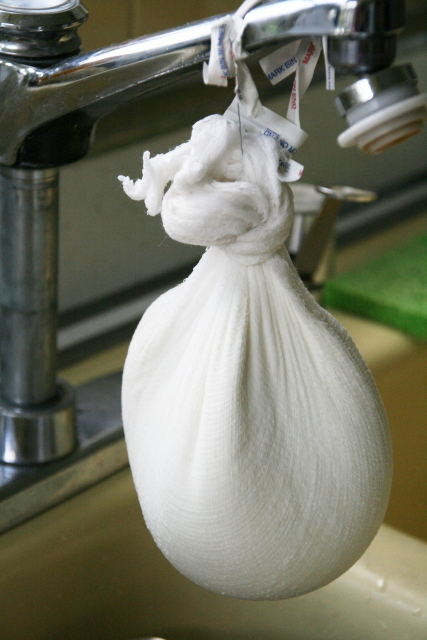
伝統的な製法Cheeseincheesecloth-sink

温めた脱脂乳に乳酸菌を加えた後にレンネット（凝乳酵素キモシン）を加えて、カゼイン（主な乳たんぱく質）が凝固したものをカード(凝乳)という。
そのカードをカッティング後、さらに加熱し、ホエイ(乳清）を除去し、カード粒を水洗いしたのちに水を切ったものが「カッテージチーズ」となる。うらごしをしてなめらかなタイプの「カッテージチーズ」も生産されている。

### 詳細
1. 低温殺菌した脱脂乳を30℃前後に温め乳酸菌スターター(主に中温性乳酸菌Lactococcus lactis)を加える。(pH6.3)
2. レンネットを加え温度を8～16時間維持し発酵させる。乳酸発酵の効果で酸性に傾きカゼインタンパク質が凝固しカードに変わる。（pH4.5)
3. カードからより多くのホエーを排出できるようにワイヤーで立方体にカットする。
4. チーズクロスでホエーを排出し絞る、もしくはカードを約49℃に1〜2時間再加熱しカードを更に固まらせてからホエーを排出し絞る。
5. カードを水ですすいだ後で冷却し冷蔵保存する。

海外ではここからさらにクリーム(状のドレッシング)が加えられクリーミーで半流動的な食感にしたり脂肪含有量を調整した商品が一般的である。

## 栄養
乳酸発酵による加工を受けているため、カッテージチーズは消化しやすく牛乳と同じ消化困難はない。そのためカルシウムとタンパク質の良い供給源である。しかし、凝乳時間が短いため乳糖はまだ 2 - 3%残っており、乳糖不耐症の人には合わない可能性がある。
カッテージチーズは、ダイエットや一部の健康食品愛好家の間で人気がある。また、脂肪が少なく、カゼインタンパク質の含有量が高いため、ボディビルダーやアスリートの間でも比較的人気がある。推奨されないチーズ製品もあるが、カッテージチーズは妊娠中に食べても安全である。
製品の酸味は、124 - 452 mg/kgの乳酸が原因である。芳香には、ギ酸、酢酸、プロピオン酸、酪酸が関与している。

## 使い方

### 食べ方
アメリカではそのまま各種デザートなどのレシピの材料として食べる。
砂糖、フルーツピューレ、グラノーラやシナモンと組み合わせたりパイナップルや梨、桃、みかんなどの果物と一緒に食べたり、トーストに乗せたりして朝食や軽食にする。生クリームの代わりに使ってお好みのフレーバーと合わせるとアイスクリームの様なデザートもできる。
マヨネーズの代替品として塩コショウやマスタードと合わせてディップソースにして、野菜スティックやサラダに使ったりもする。ゼリーサラダ(Jello salad)にも使われる。
カッテージチーズは、タンパク質のレベルが高いため、肉の代わりに使用されることがあるが、肉に含まれるものよりも総カロリーと脂肪が少なくなる。
欧州ロシアではチーズケーキに使うチーズはカッテージチーズが主である。また正教会の復活祭の特別な菓子に使われる。
そのままサラダやパスタにかけたり、ドレッシングやサンドイッチ、料理に添えたり、洋菓子スイーツに使ったり、幅広い料理で使える。保存するときは、冷蔵庫の臭いを吸収するので、タッパーなどの密閉できる容器に入れて保存する。

#### 参考画像

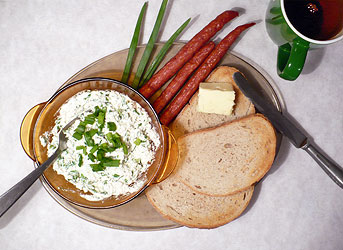
チャイブを添えたカッテージチーズとソーセージのポーランドの朝食
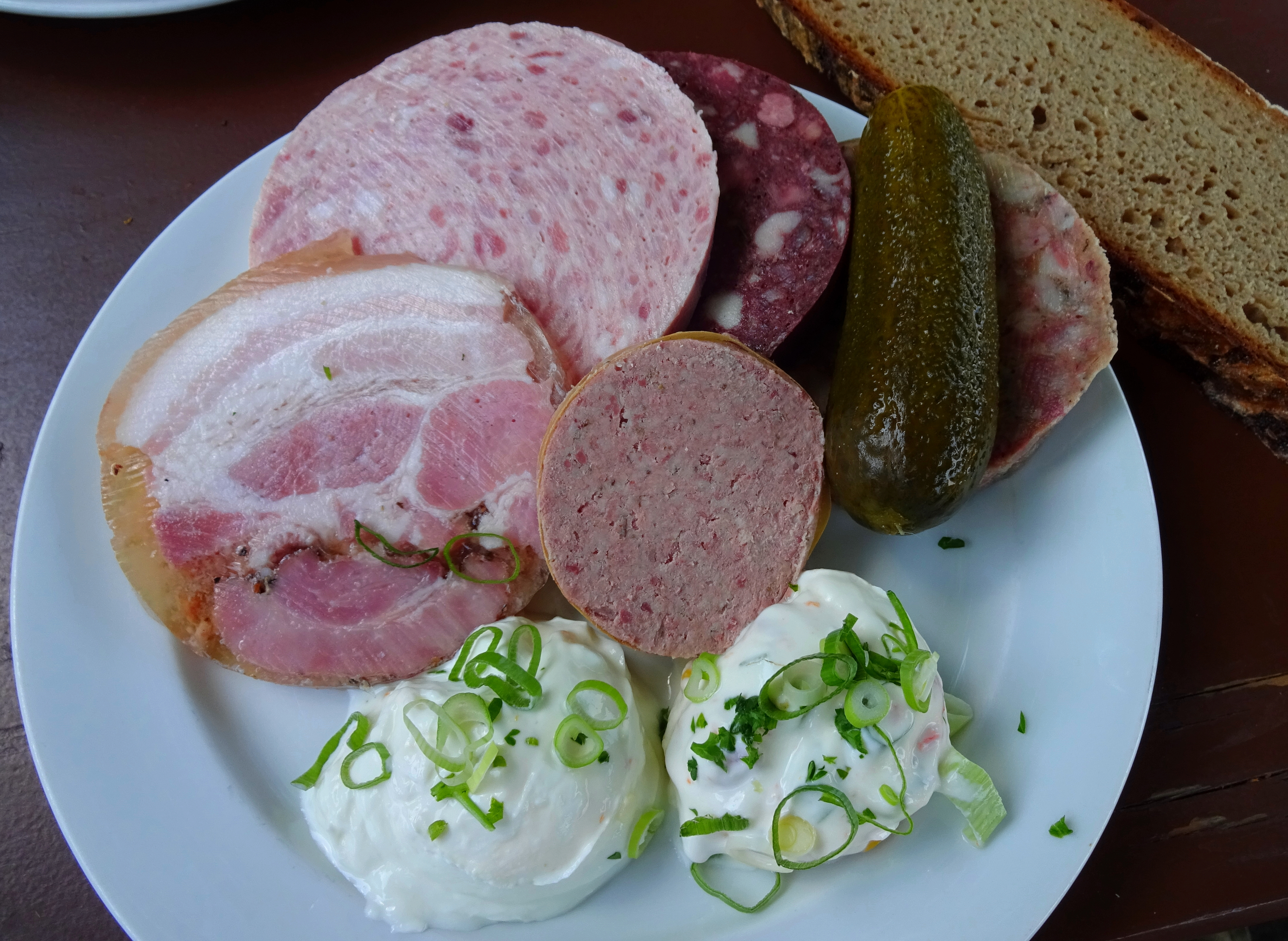
カッテージチーズドレッシングのソーセージプレート
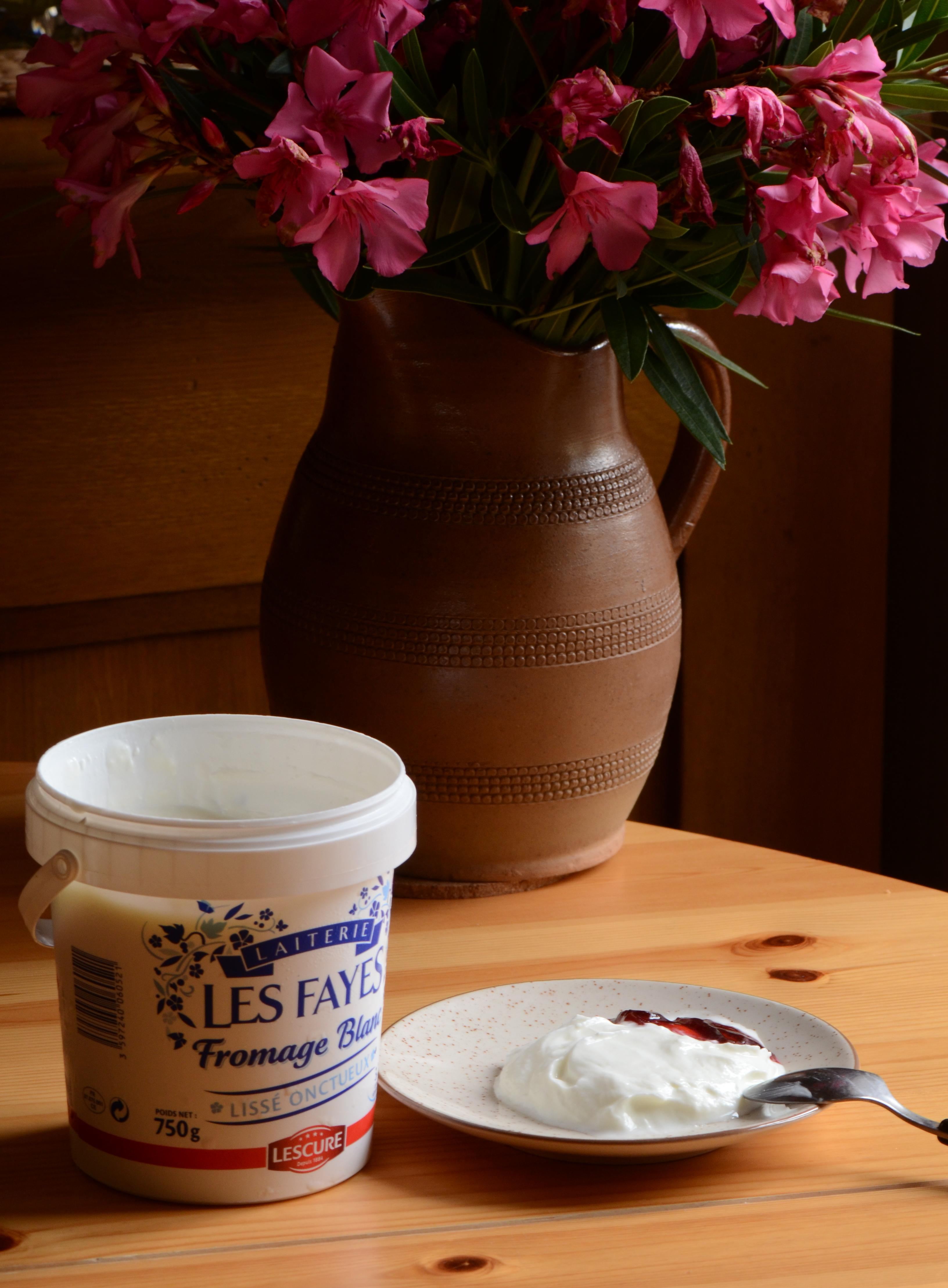
ジャムが添えられたカッテージチーズFromage-blanc
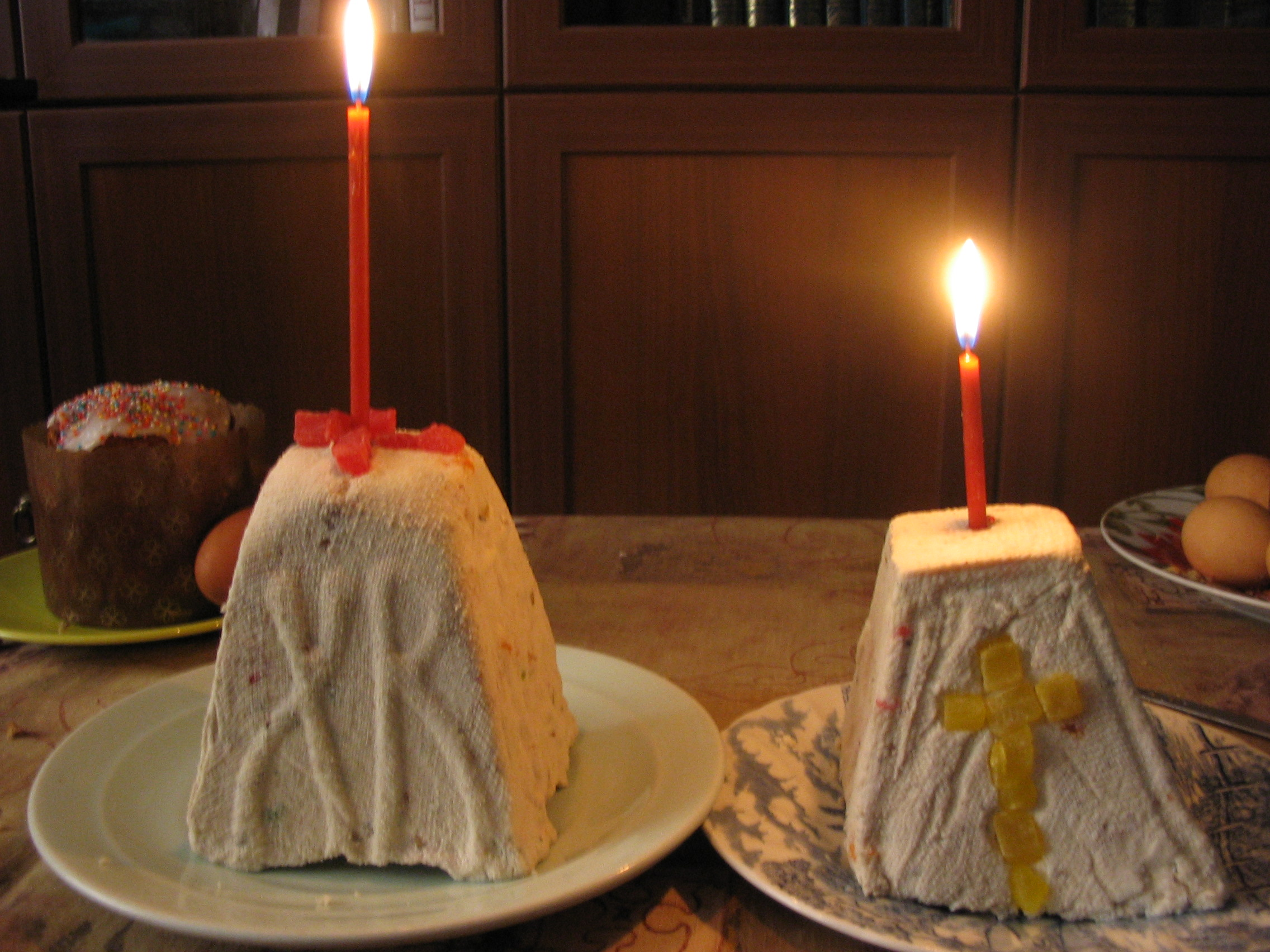
パスハ
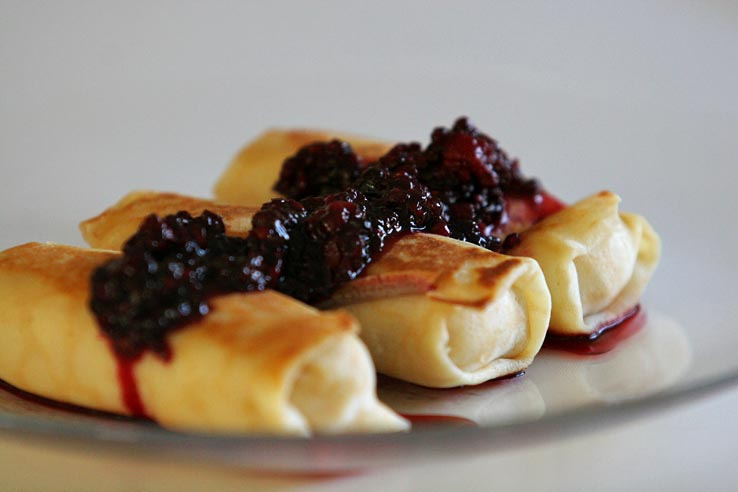
ブリンツ
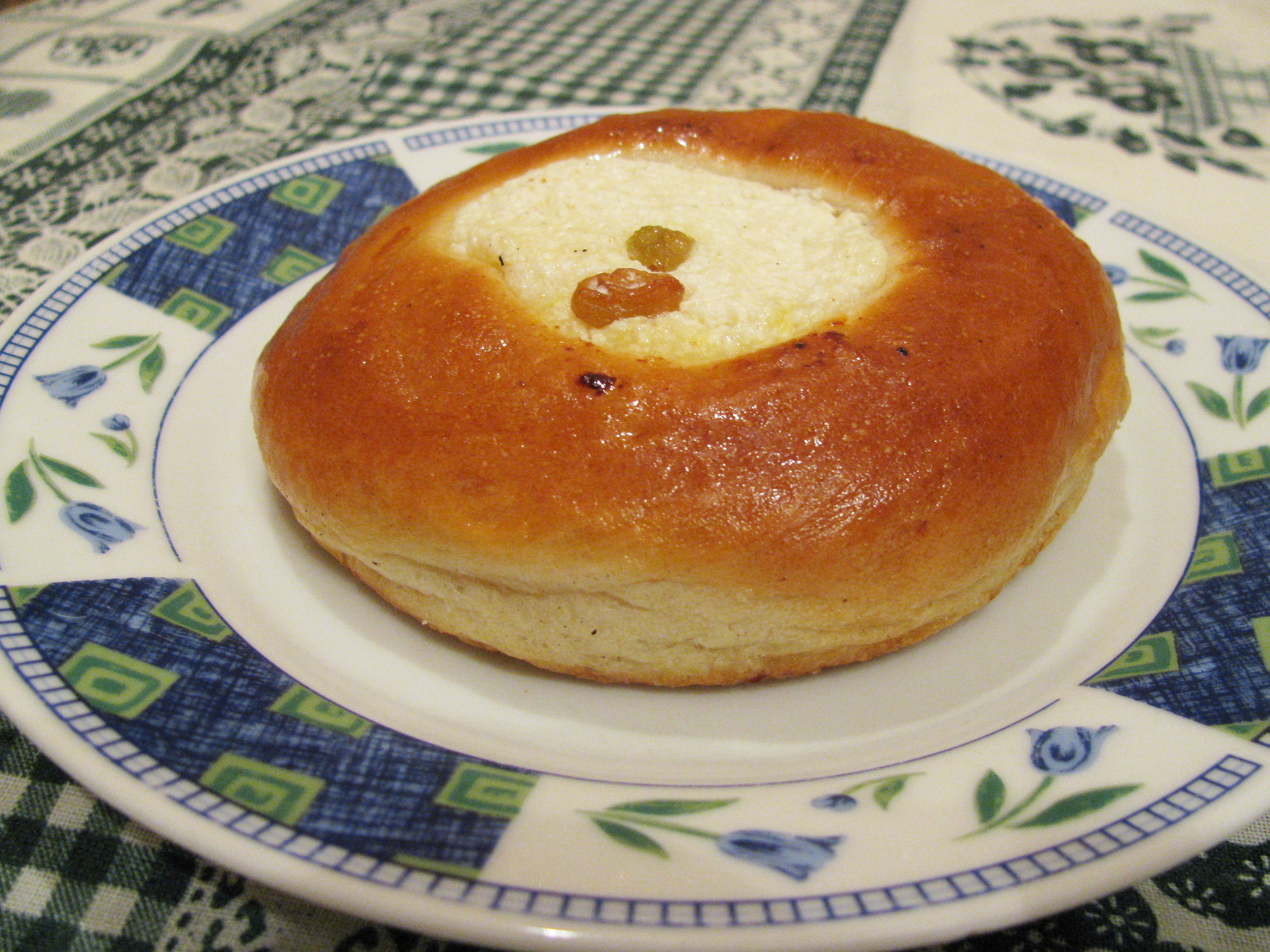
ヴァトルーシュカ
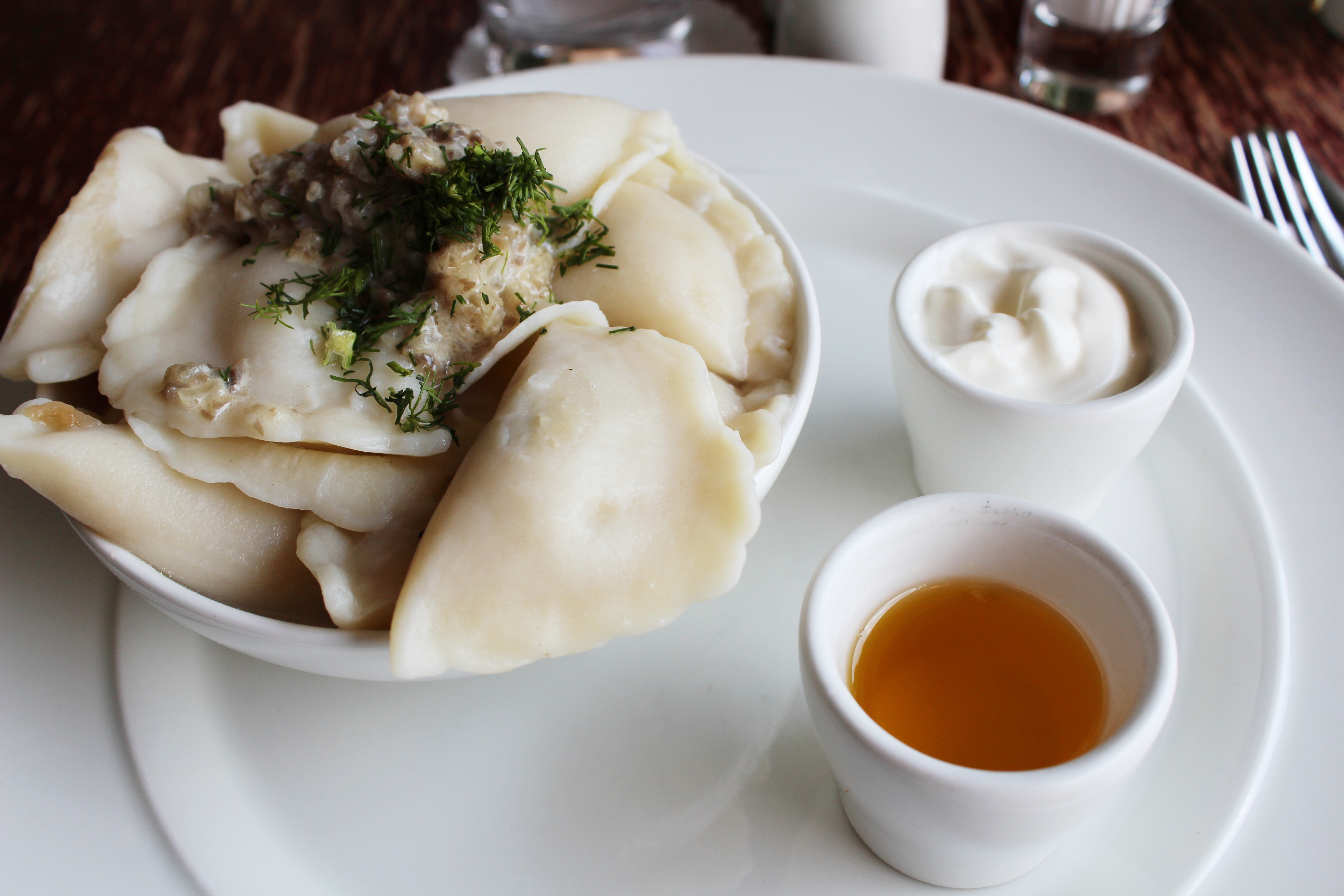
ヴァレーニキ
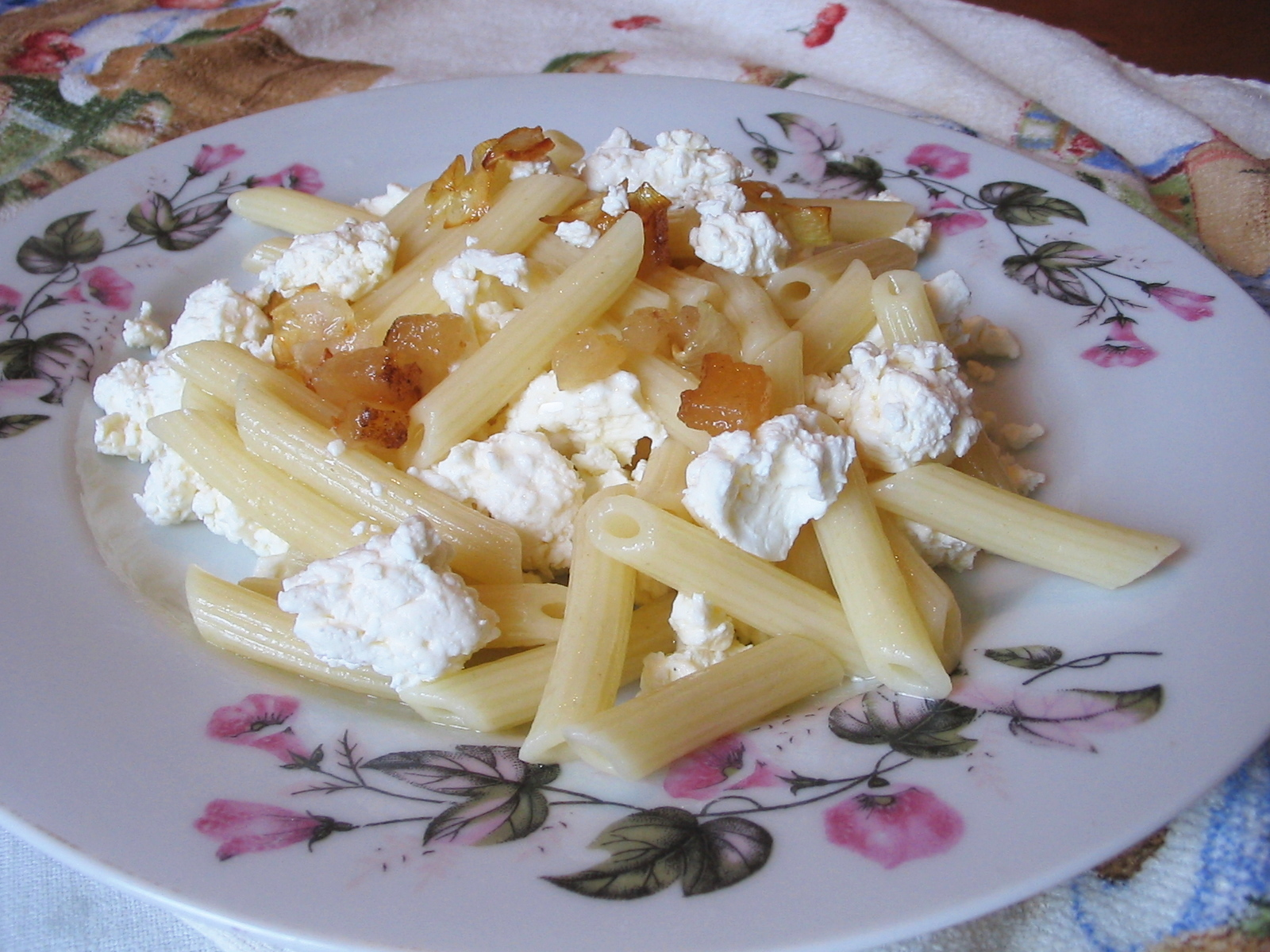
カッテージチーズのパスタTuroscsusza
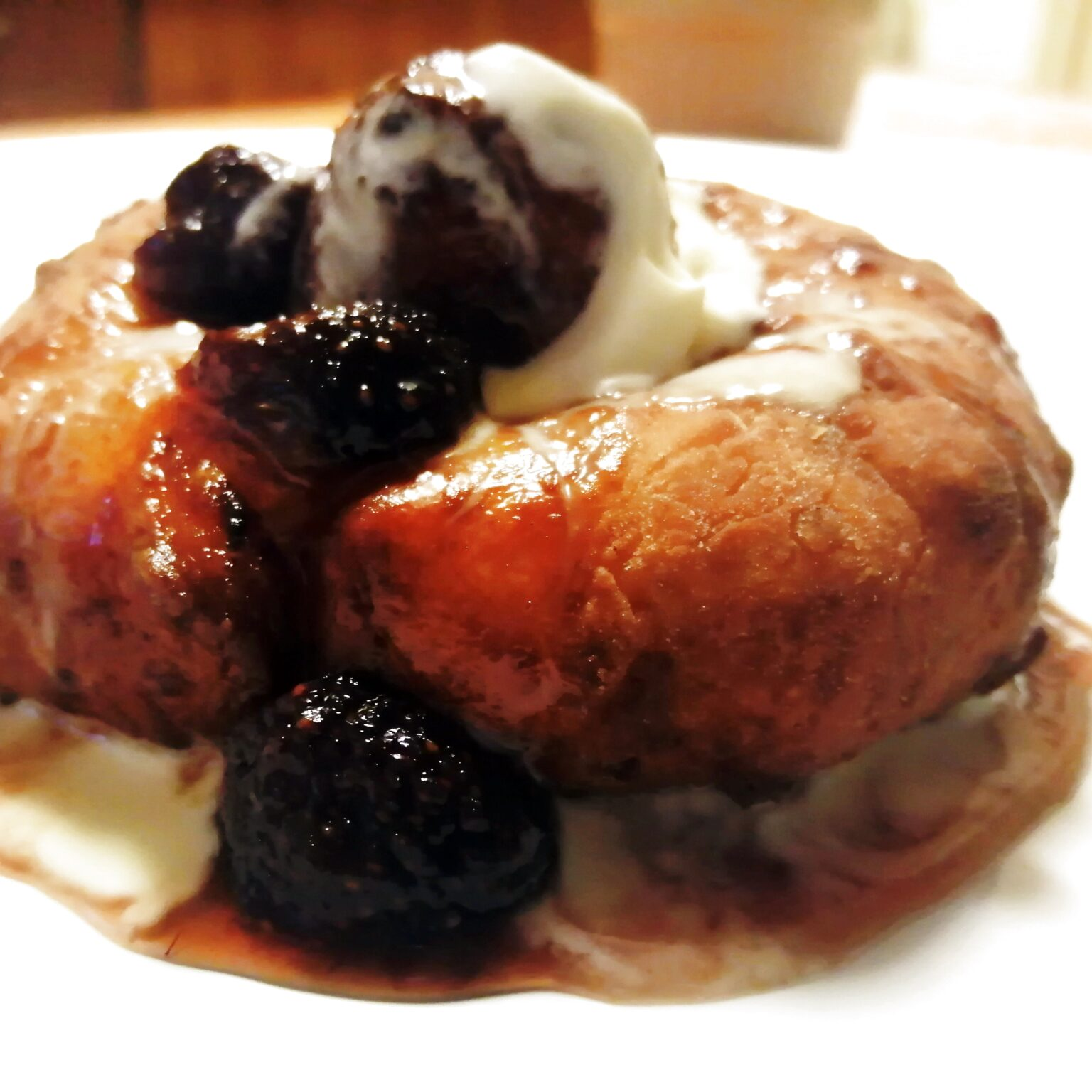
パパナシ
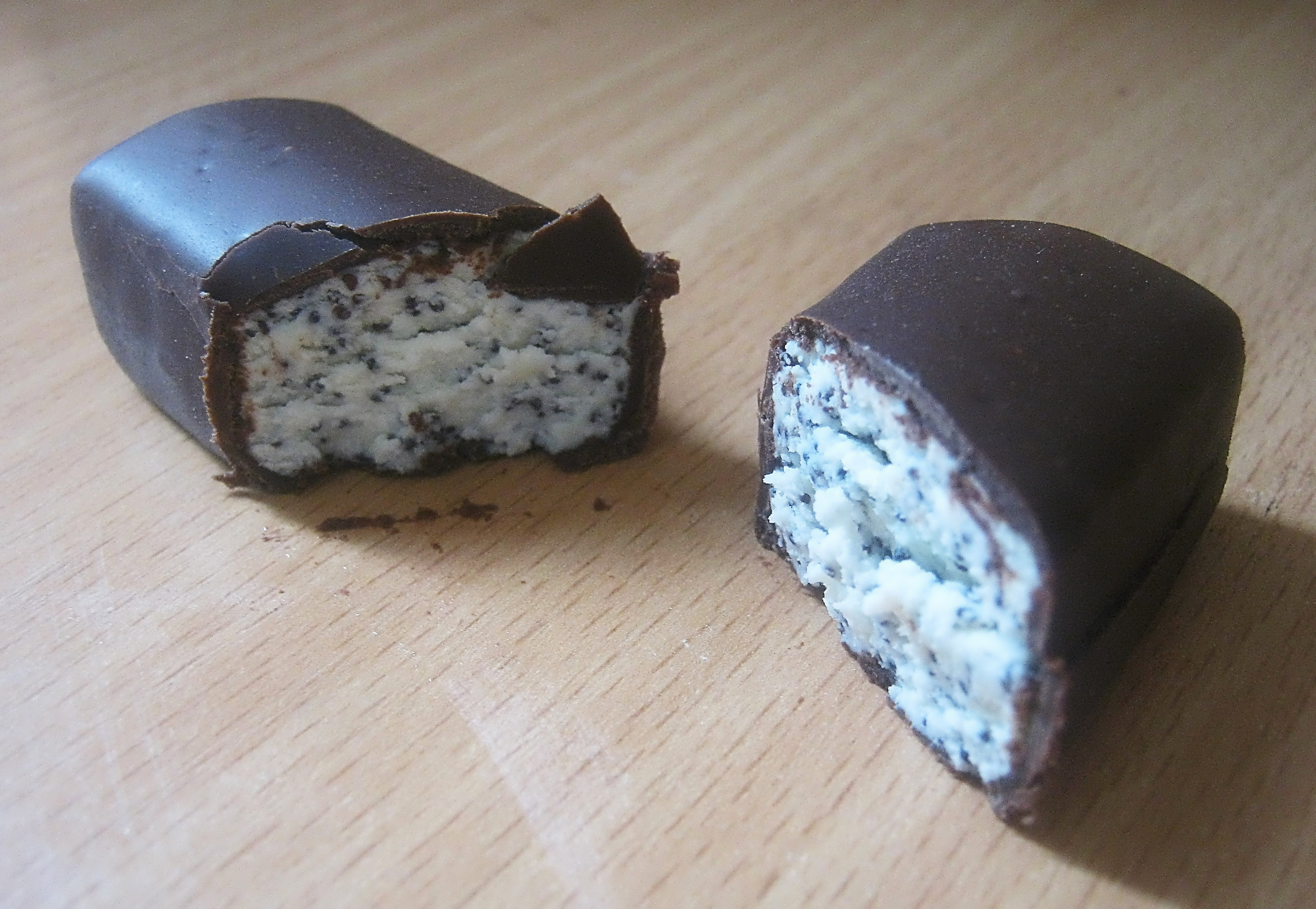
チョコレートのアイシングとカッテージチーズVarskes surelisトゥーロー・ルディやシローク
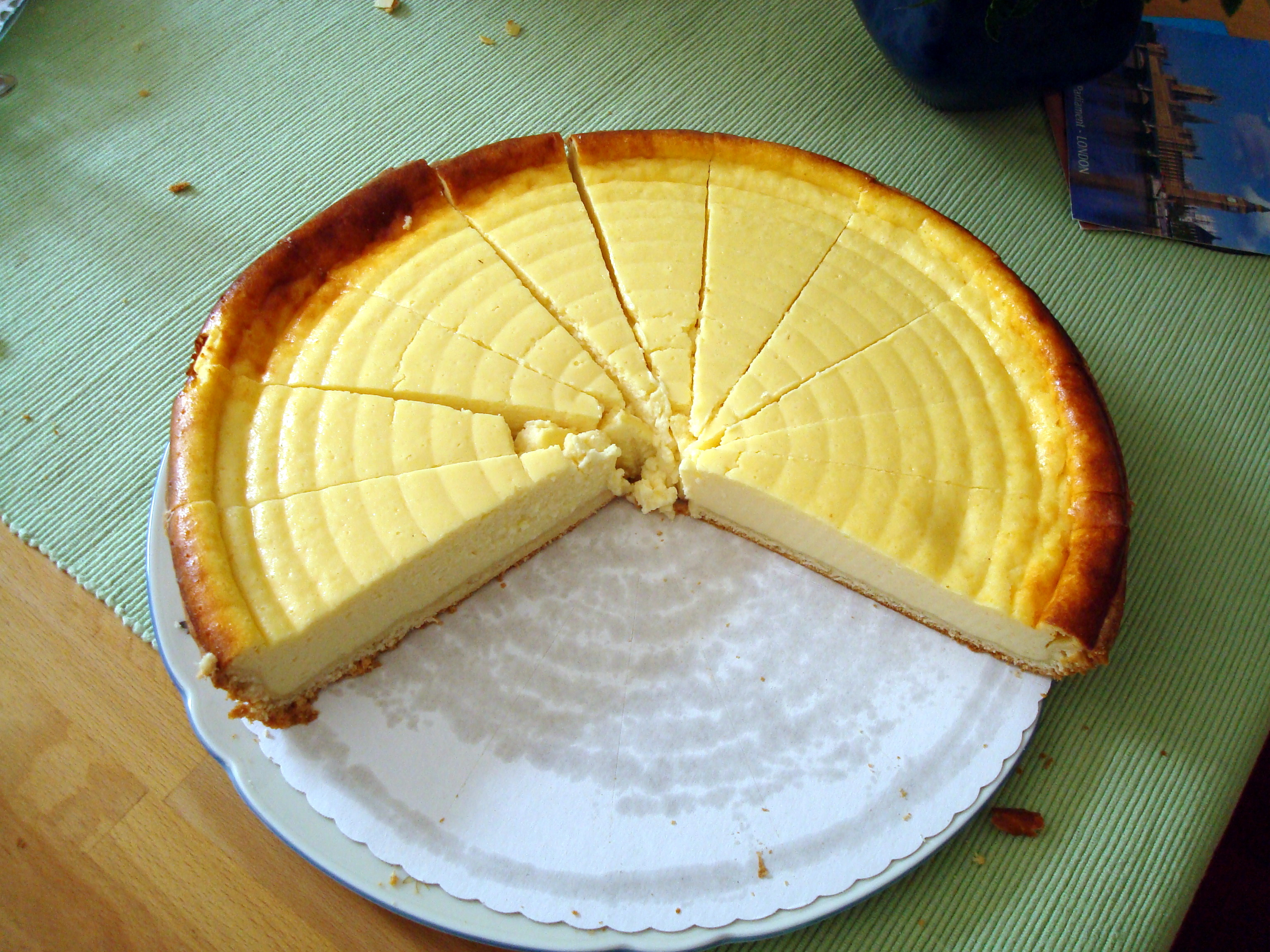
ドイツのカッテージチーズケーキKäsekuchenケーゼクーヘン
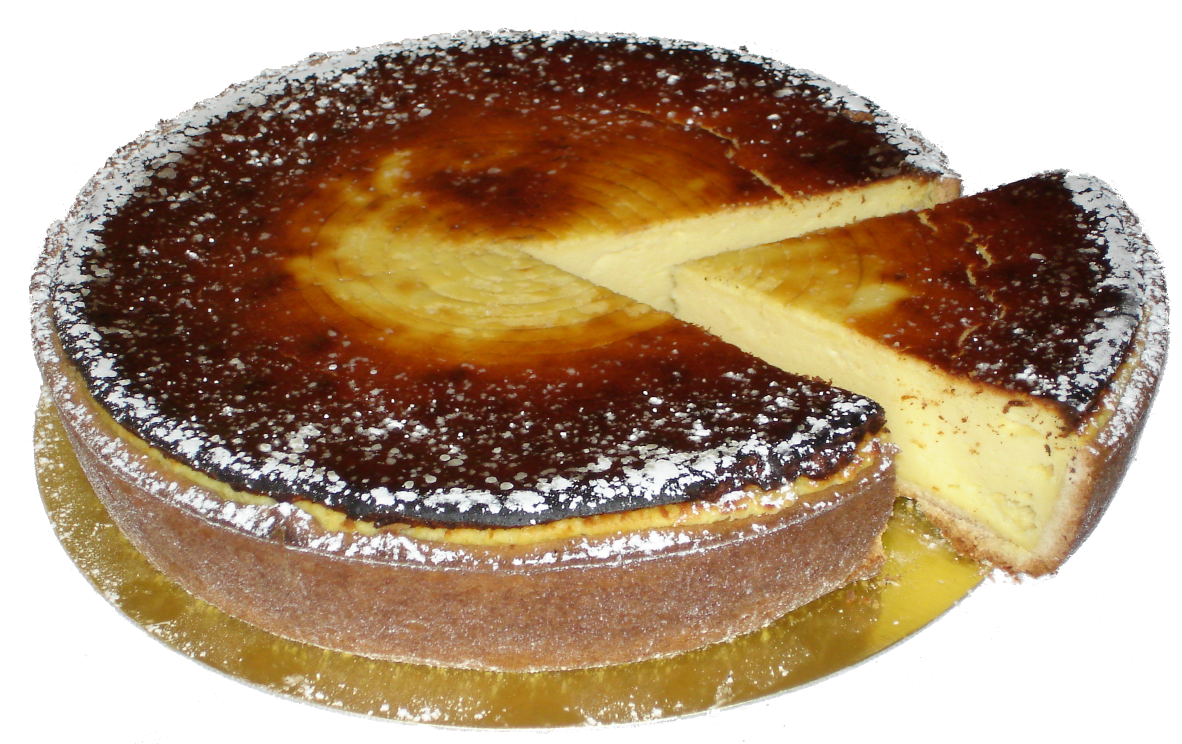
フランスme’ginのカッテージチーズのタルトUne tarte au fromage blanc
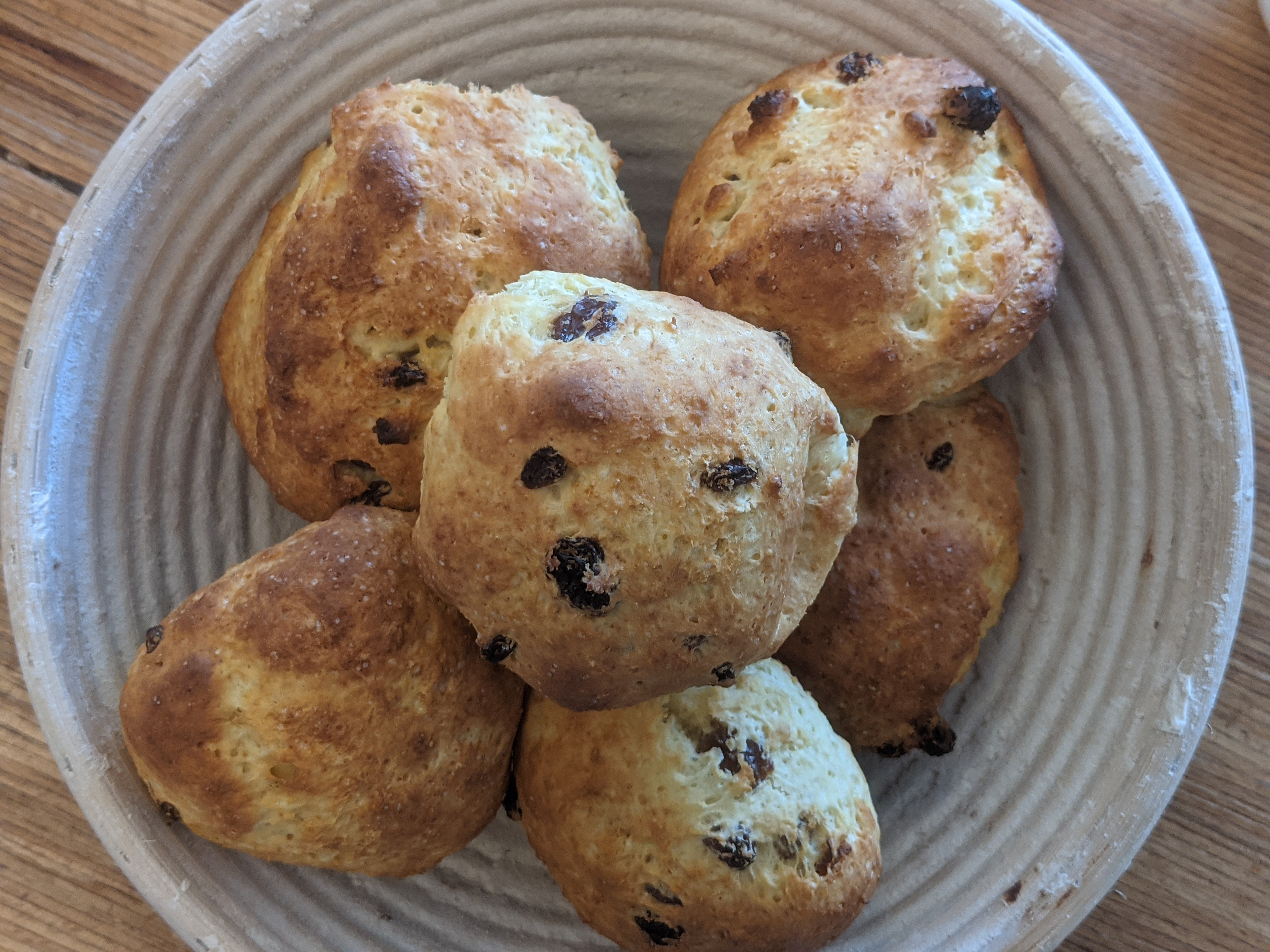
カッテージチーズのロールパンQuarkbrötchenクォーク・ブレートヒェン
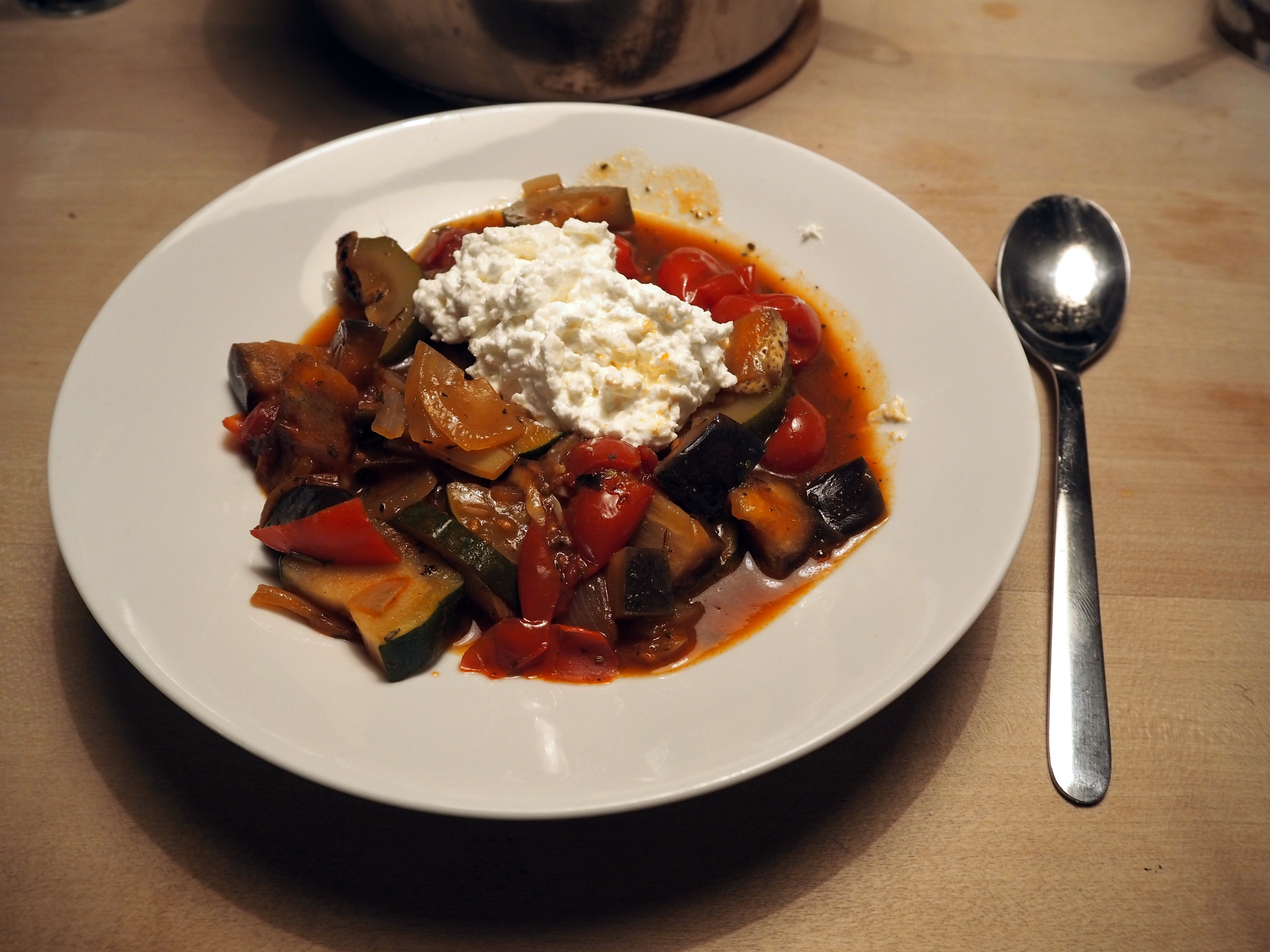
ラタトゥイユとカッテージチーズRatatouille mit Hüttenkäse
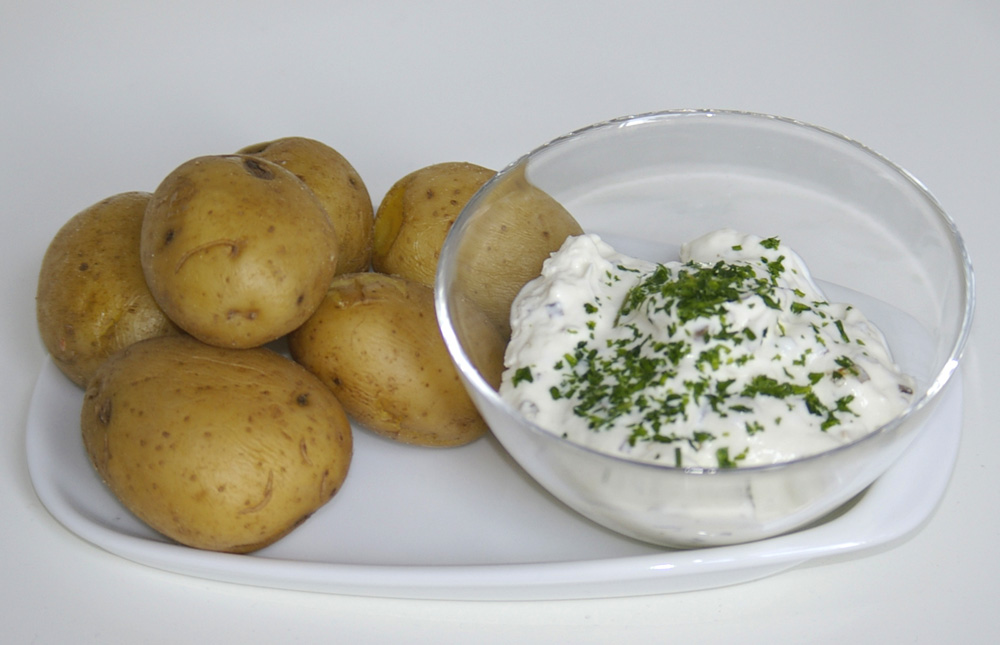
ポテトとハーブカッテージチーズ

### 天然塗料

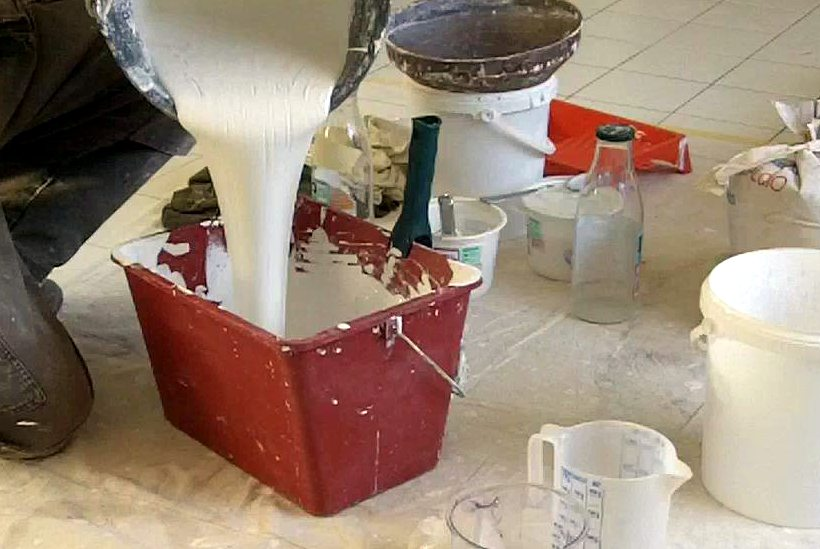
カッテージチーズの天然塗料

19世紀には 最良かつ最も経済的なしっくいの1つと考えられていたチーズ塗料やカゼイン塗料やミルクペイントとして知られる天然塗料の組成にも使用されている。
カゼインは、石灰などの基剤と接触して、タンパク質の状態から結合剤または接着剤の状態（カゼイン接着剤）に変化する。

## 手作り自家製チーズとインドのカッテージチーズ
マスカルポーネチーズの様に酢やレモン汁と牛乳(脂肪約3.8%)で作る発酵していないチーズがよく自家製クリームチーズ、自家製モッツアレラチーズ、自家製リコッタ、自家製カッテージチーズと名付けられ紹介されているが、カッテージチーズではない。これはパニールというインド料理を指すインド英語で、同じ製法のメキシコのケソフレスコや日本の牛乳豆腐でもある。100gあたり約300キロカロリー脂質糖質ともに約20gありリンとカリウムも3倍以上多い。乳糖やアレルギー物質 β-ラクトグロブリン カゼイン等が発酵していないため分解されておらず消化しやすさもカッテージチーズとは異なる。 これらの酸凝固チーズは安全な取り扱いがなければ無塩で水分含有量が高いためにすぐ劣化変色し汚染され腐り、副産物のホエーも衛生的に取り扱わなければならないのが困難な点から環境に投棄され汚染物質として問題となっている。
インドではヒンドゥー教の影響でレンネット製法のチーズが存在しないため言葉の表現が独特であり、固く四角く見た目も香り味も異なり茹でる煮る焼く揚げる加熱調理するパニールをカッテージチーズと訳し、ダヒ(ヨーグルト)をカードと訳して紹介する。レンネットを使わず酸を添加するチーズの製法は特別な設備が不要でもあり、高温多湿地域や菜食主義者やヴィーガンや、チーズを買うなと乳製品の不買運動をする者に人気がある。
インドもラテンアメリカも無殺菌牛乳が一般的であり、CDCは低温殺菌されていたとしてもケソフレスコのようなヒスパニックスタイルのチーズを特に妊娠中や高齢者や免疫力が低下している人は食べないよう注意喚起している。